# Ikarus

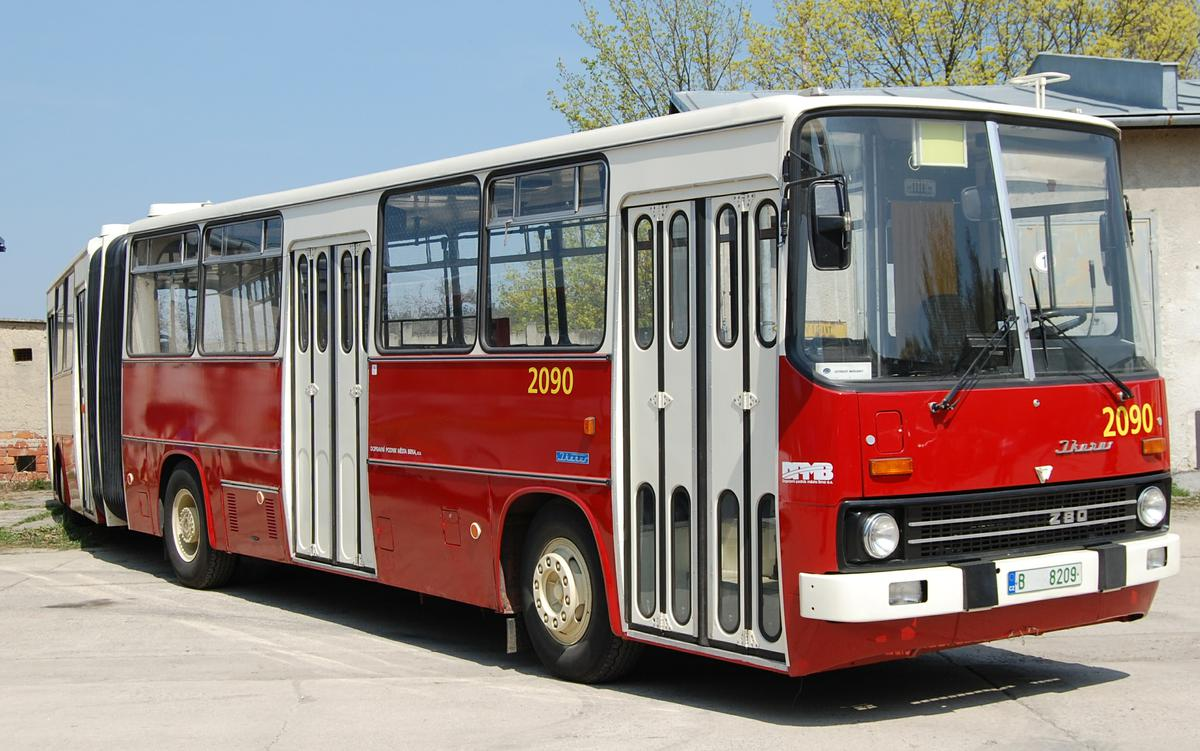
Muzejní exponát Ikarusu v Brně

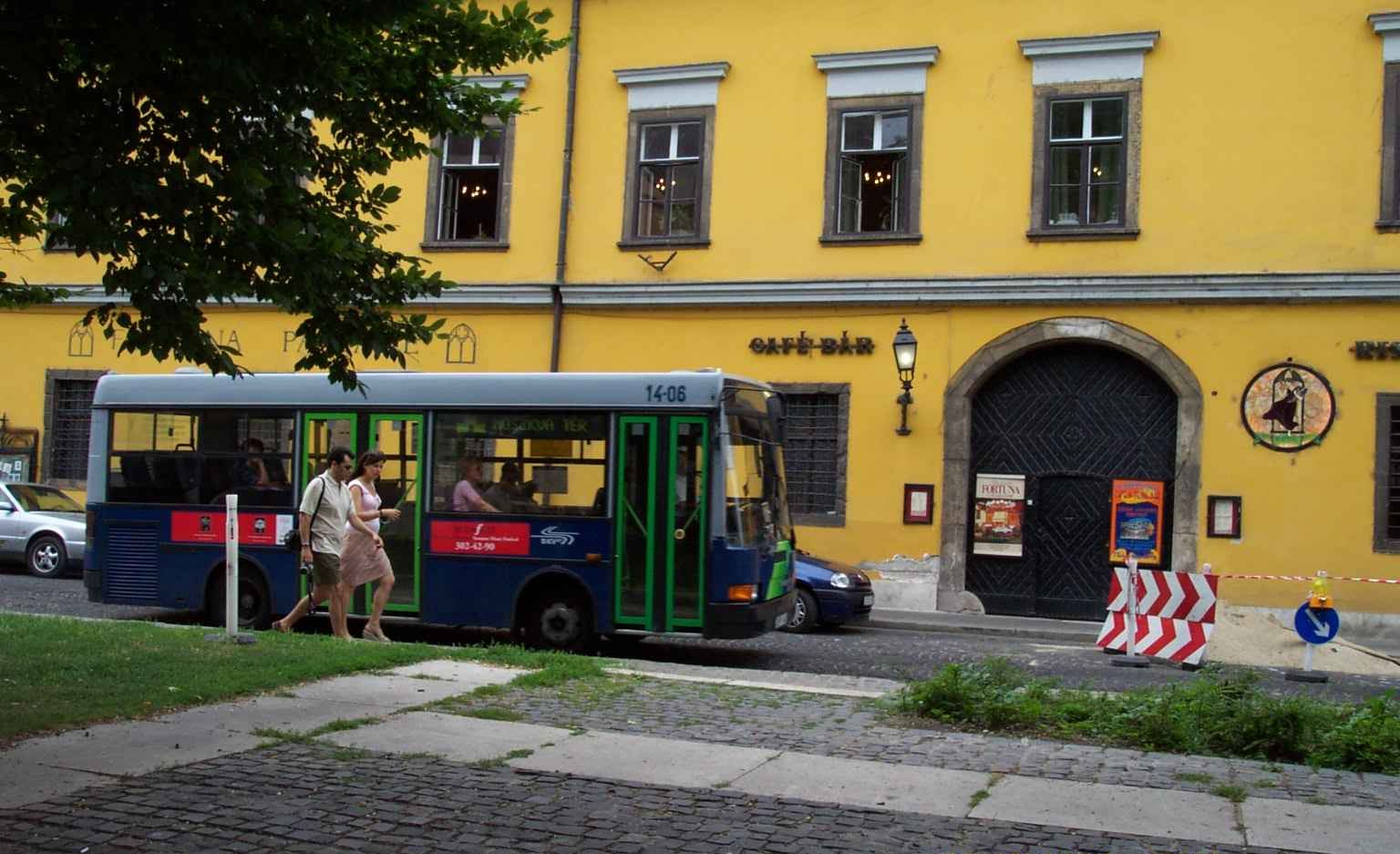
Midibus typu Ikarus 405 v centru Budapešti

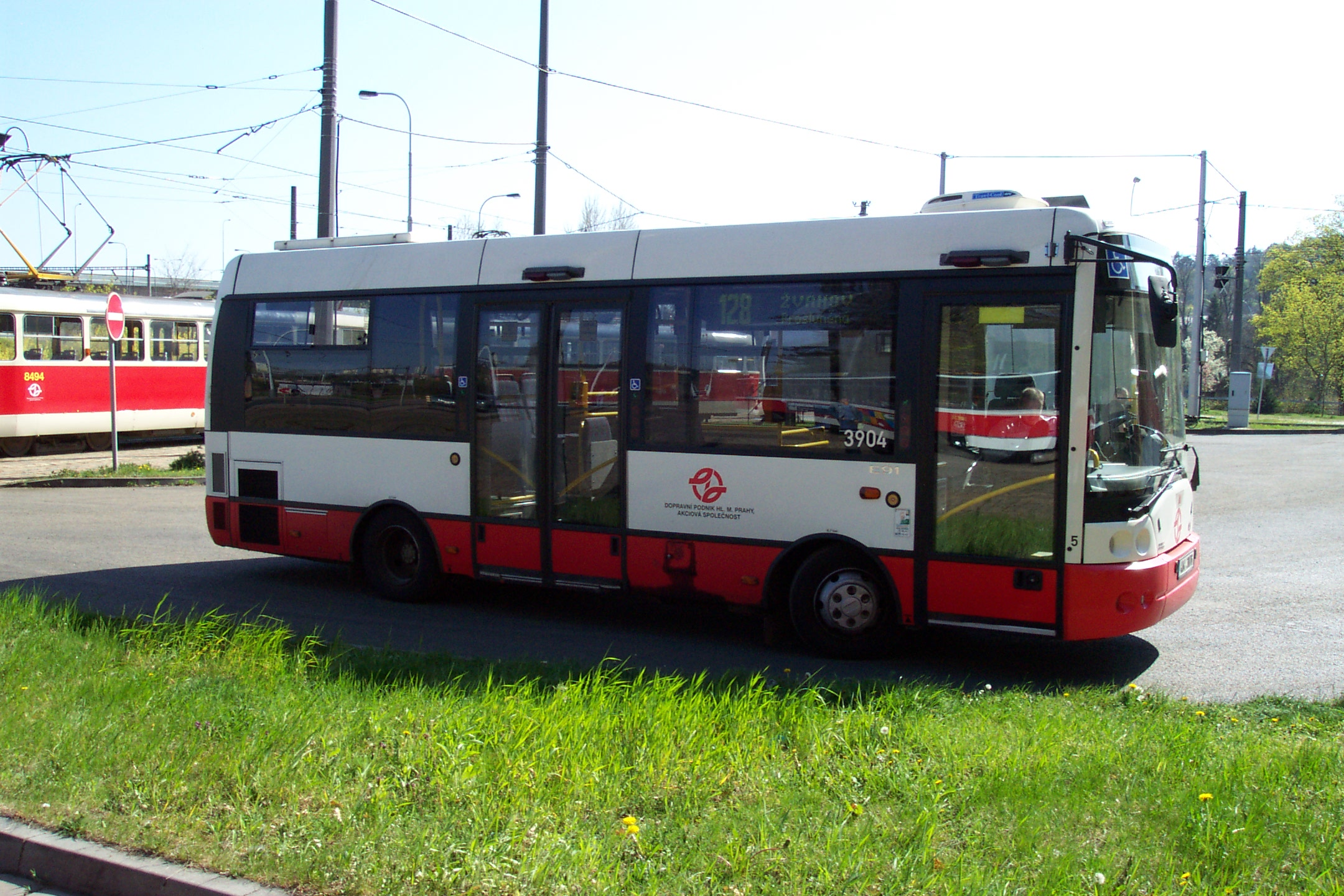
Autobus typu Ikarus E91 v Praze v Hlubočepech

Ikarus je výrobce autobusů se sídlem v Budapešti a maďarském Székesfehérváru. Byla založena v roce 1895 jako Kovářská dílna a továrna na autobusy Imre Uhryho (maďarsky Uhry Imre Kovács- és Kocsigyártó Üzeme) a v době komunistické éry v Maďarsku dominovala autobusovým trhům celého východního bloku a jeho spojenců.

## Historie firmy
Společnost Ikarus vyráběla autobusy již v 60. letech, v 70. a 80. se stala hlavním dodavatelem autobusů v rámci RVHP a východního bloku, měla monopol i na kloubové autobusy. Po roce 1990, kdy se v Maďarsku změnily poměry, se společnost dostala do velkých potíží – firma ztratila své východoevropské trhy a nebyla schopna se přizpůsobit. V roce 1999 byla společnost Ikarus (stejně jako česká Karosa) odkoupena společností Irisbus. V roce 2000 došlo k uzavření továrny v Budapešti, v roce 2003 bylo rozhodnuto i o uzavření továrny v Székesfehérváru. Poslední autobusy výrobnu opustily v říjnu 2003. 
Dne 1. února 2006 se firma dostala opět do maďarských rukou, kdy ji, respektive výrobní závod Ikarus v Székesfehérváru, odkoupil Gábor Széles. Do roku 2021 firma vyrobila 170 naftových autobusů. V roce 2021 Ikarus představil městský zcela nízkopodlažní elektrobus Ikarus 120e délky 12 191 mm. Od roku 2023 je vyráběna zkrácená verze – midibus Ikarus 80e délky 8 545 mm. V roce 2025 má začít výroba kloubové verze Ikarus 180e délky 18 750 mm. Výroba elektrobusů probíhá ve spolupráci čínskou státní firmou CRRC, která pro Ikarus dodává elektromotory, a s čínskou firmou CATL, která dodává baterie.

## Technické údaje elektrobusů Ikarus
| Model       | Délka     | Šířka    | Výška          | Rozvor              | Obsaditelnost | Obsaditelnost | Uspořádání dveří |
| Model       | Délka     | Šířka    | Výška          | Rozvor              | Míst k sezení | Míst k stání  | Uspořádání dveří |
| ----------- | --------- | -------- | -------------- | ------------------- | ------------- | ------------- | ---------------- |
| Ikarus 80e  | 8 545 mm  | 2 420 mm | 3 300 mm       | 4 350 mm            | 18            | 60            | 1-2-0            |
| Ikarus 120e | 12 191 mm | 2 550 mm | 3 300–3 550 mm | 5 840 mm            | 35            | 76            | 2-2-2            |
| Ikarus 180e | 18 750 mm | 2 550 mm | 3 360 mm       | 5 250 mm + 7 150 mm | 45            | 113           | 2-2-2-2          |

## Výrobky

### Produkce z dob RVHP
- 208 příměstský autobus
- 210, 230 dálkový midi autobus (8,7m a 9,6m)
- 211, 212 midi autobus (8,5m)
- 216 městský/příměstský autobus → Kuvajt (8,9m)
- 220 příměstský autobus, nedostal se do sériové výroby
- 240, 246 městský/příměstský autobus
- 242 městský/příměstský autobus
- 250 městský autobus 12 m dlouhý
- 252 městský autobus 11 m dlouhý
- 260 klasický městský autobus
- 280, 282, 283, 284, 286 kloubový autobus
- 290 letištní bus
- 293 dvojkloubový autobus, prototyp po reko do Íránu
- 260T trolejbus sólo
- 280T trolejbus kloubový

### Produkce v 90. letech
- 405 městský autobus, délka 7 m
- 411 nízkopodlažní autobus, délka 11 m
- 412 nízkopodlažní autobus, délka 11,9 m
- 415 městský autobus, délka 11,4 m
- 417 nízkopodlažní kloubový vůz, délka 17,6 m, vyrobilo se ale pouze 33 ks
- 435 kloubový městský autobus

### Produkce v rámci Irisbusu
- EAG E91 midibus (délka 7,8 m)
- EAG E92 midibus (délka 9,7 m, označen jako Midway/Midys)